# 도르니에 비행기공장

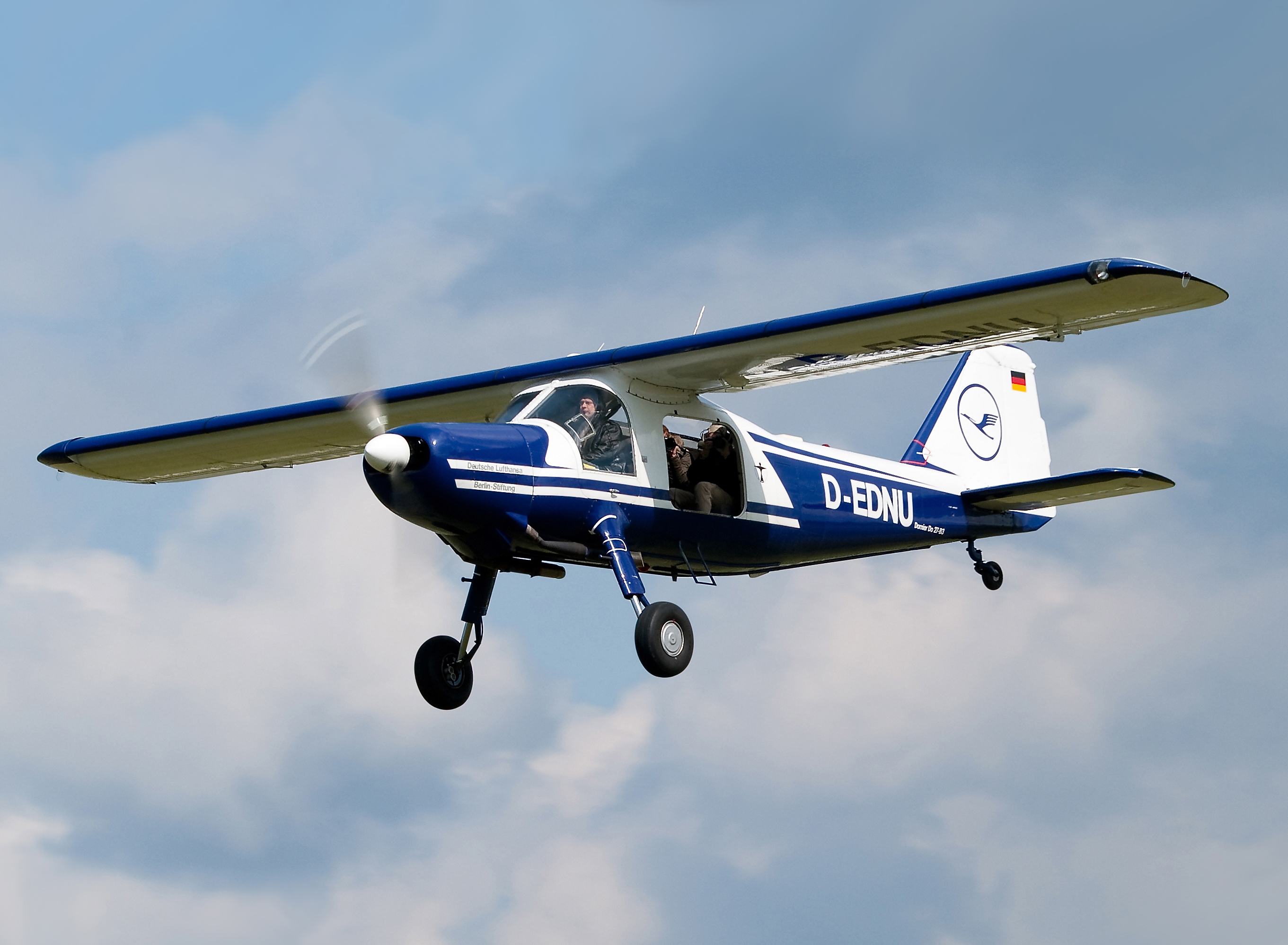

도르니에 비행기공장(Dornier Flugzeugwerke)은 1914년 클라우드 도르니에에 의해 설립된 독일의 항공기 제조업체이다. 긴 생존 기간 동안 이 기업은 민간 및 군사용 시장의 수많은 디자인을 생산하였다.
이 기업의 원래 명칭은 Dornier Metallbau였다. 도르니에는 모든 대형 금속 비행정과 육지 기반 여객기 제조업체로서 두 세계 전쟁 사이에 잘 알려졌다.
도르니에의 가장 중요한 제2차 세계 대전의 군용 항공기 디자인은 Do 17(별칭: 날아다니는 연필)이었다.

## 도르니에 미광 천체 카메라
도르니에 GmbH는 1990년부터 2002년까지 사용된 허블 우주망원경의 미광 천체 카메라를 제조했다. 유럽 우주국(ESA)은 이 장치에 자금을 댔으며 0.05 아크초를 초과하는 극히 높은 해상도를 제공하도록 설계된 2개의 완전하고 독립된 카메라 시스템을 구성하였다. 115~650나노미터 파장의 매우 미광의 UV광을 관찰할 수 있도록 설계되었다. 2002년 첨단관측카메라에 자리를 물려주면서 허블의 마지막 오리지널 기구가 되었다.